# Галкін Костянтин Север'янович
Костянтин Север'янович Галкін (рос. Константин Северьянович Галкин; нар. 28 травня 1961, Горький, РРФСР) — радянський футболіст-аматор, російський футбольний та футзальний тренер.

## Життєпис
Вихованець нижньогородського футболу. Закінчив інститут фізкультури імені Лесгафта. Володіє тренерською ліцензією категорії «PRO».
Як футболіст нетривалий період часу виступав за якутський «Автомобіліст» в першості РРФСР серед КФК. У першій половині 90-х працював директором якутського «Динамо». Потім протягом шести років тренував футзальний клуб «Зоря» (Якутськ), який виступав у першій лізі чемпіонату Росії.
З 2003 року — у великому футболі. Тренував команди другого дивізіону, дві з яких виводив у перший (ФНЛ) дивізіон — «Газовик» (2010) і «Тюмень» (2013/14). Тричі (2007, 2010 та 2013/14) визнавався найкращим тренером сезону в ПФЛ (зона «Урал-Поволжье»). З «Челябінськом» у 2007 році та ульяновською «Волгою» в сезоні 2012/13 років займав 3-тє місце. З АЛНАСом займав 4-те місце (2006). У 2009 році виводив «Челябінськ», а в сезоні 2013/14 років «Тюмень» в 1/8 фіналу кубку Росії.
Працював у тренерському штабі Дмитра Черишева в команді російської прем'єр-ліги «Волга» (Нижній Новгород).

### Інцидент зі звільненням з «Тюмені»
У лютому 2016 року в інтерв'ю сайту «Матч ТВ» колишній гравець «Тюмені» Олег Самсонов стверджував, що матч «Анжі» — «Тюмень», який відбувся 10 травня 2015 року в рамках Першості ФНЛ, міг мати договірний характер, натякаючи на те, що воротар «Тюмені» Ренат Соколов спеціально пропустив один з м'ячів, стрибнувши в іншу сторону, при цьому зазначив дивні на його погляд слова головного тренера «Тюмені». Після цього тренер командою вже не керував, відправившись відповідно до рішення президента ФК «Тюмень» Олександра Попова на лікарняний, а Соколов більше не зіграв на рівні ФНЛ жодного матчу. Президент ФНЛ Ігор Єфремов нічого дивного в цьому матчі не побачив. Ситуація навколо вище вказаного матчу, за офіційними заявами, повинна була розглядатися на загальних зборах Ліги 21 лютого 2016 року.

### Подальша кар'єра
Після відходу з Тюмені очолював клуби ПФЛ «Носта» й «Олімпієць».
У 2017 році працював головним тренером команди вищої грузинської ліги «Колхеті» з Поті.
З липня 2018 року по жовтень 2019 року працював у тренерському штабі Дмитра Черишева в «Нижньому Новгороді».

### Преміальні в ФК «Тюмень»
У серпні 2019 року з «Тюмені», яка виступає в Першості ПФЛ, рішенням КДК було знято 6 очок за непогашення боргів перед низкою колишніх її гравців. У керівництві ФК «Тюмень» стверджують, що документи про преміювання гравців були підписані особисто Галкіним в той час, коли він був головним тренером команди.